# Muttner Horn
Das Muttner Horn oder Muttnerhorn ⓘ (im rätoromanischen motta, mutta für ‘Hügel, Anhöhe, Bergkuppe‘) ist ein Berg südöstlich von Thusis im Kanton Graubünden in der Schweiz mit einer Höhe von 2400 m ü. M. Das Muttner Horn ist ein leicht erreichbarer Aussichtspunkt mit schöner Sicht ins Domleschg und Schams (rätoromanisch Val Schons).

## Lage und Umgebung
Das Muttner Horn gehört zur Piz Curvér-Gruppe, einer Untergruppe der Oberhalbsteiner Alpen. Auf dem Grat treffen sich die Gemeindegrenzen von Zillis-Reischen und Thusis. Die Gemeindegrenze zu Albula/Alvra befindet sich 250 m südöstlich des Gipfels. Der Gipfel trennt die Schinschlucht im Albulatal im Osten vom Schams im Westen.
Zu den Nachbargipfeln gehören der Piz Curvér (2972 m), der Curvér Pintg da Taspegn (2730 m), der Curvér Pintg da Neaza (2720 m), der Piz Neaza (2626 m) und der Piz Toissa (2655 m).
Häufiger Ausgangspunkt für die Besteigung sind Mutten (1395 m), Obermutten (1863 m), Stierva (1368 m) und Zillis (944 m).
Der am weitesten entfernte sichtbare Punkt vom Muttner Horn liegt 63 km in nordöstlicher Richtung. Der Punkt ist 3290 m ü. M. hoch und liegt auf dem Grat zwischen dem Fluchthorn (3398 m) und dem Piz Larain (3008 m) in der östlichen Silvretta. Über dem Grat verläuft die Landesgrenze zwischen der Schweiz und Österreich. Zur Hälfte befindet sich der Grat auf dem Gemeindegebiet von Valsot im Unterengadin.

## Routen zum Gipfel

### Sommerrouten

#### Über den Nordgrat
- Ausgangspunkt: Obermutten (1863 m)
- Via: Muttner Alp
- Schwierigkeit: B, bis zur Muttner Alp als Wanderweg weiss-rot-weiss markiert
- Zeitaufwand: 1¼ Stunden

#### Über den Südostgrat
- Ausgangspunkt: Stierva (1368 m)
- Via: Lais (2226 m)
- Schwierigkeit: B, bis kurz vor dem Gipfel als Wanderweg weiss-rot-weiss markiert
- Zeitaufwand: 3¼ Stunden

#### Durch die Südflanke
- Ausgangspunkt: Zillis (944 m)
- Via: Nasch (1670 m), Spinatscha (1907 m)
- Schwierigkeit: BG-, bis Nasch als Wanderweg weiss-rot-weiss markiert
- Zeitaufwand: 3½ Stunden

### Winterrouten

#### Von Mutten
- Ausgangspunkt: Mutten (1395 m)
- Via: Spina (1607 m), Cher (1982 m), Auf den Böden
- Expositionen: E, N
- Schwierigkeit: WS+
- Zeitaufwand: 3 Stunden
- Alternative: Von Obermutten (1863 m), falls Zufahrt möglich (−1½ Stunden)